# Gnoma minor
Gnoma minor är en skalbaggsart som beskrevs av J. Linsley Gressitt 1952. Gnoma minor ingår i släktet Gnoma och familjen långhorningar. Inga underarter finns listade i Catalogue of Life.